# Delirio de The Truman Show
El delirio de The Truman Show, también referido como el síndrome de Truman o desorden de Truman, es un trastorno psicológico y un tipo de delirio en el que el individuo cree que la realidad en la que vive es fabricada, similar a la de un reality show, o pensar constantemente de que está siendo grabado mediante cámaras. El término fue acuñado por primera vez en 2008 por el psiquiatra Joel Gold y el neurofilósofo Ian Gold a partir de la película de ciencia ficción de 1998 The Truman Show, y el protagonista de la película, Truman Burbank.
El síndrome de Truman no está reconocido oficialmente ni figura en el Manual diagnóstico y estadístico de los trastornos mentales.

## Origen
Artículo principal: The Truman Show
The Truman Show (en España, El Show de Truman: una vida en directo; en Latinoamérica, La historia de una vida) es una comedia dramática estadounidense de 1998 dirigida por Peter Weir y escrita por Andrew Niccol. Jim Carrey interpreta a Truman Burbank, un hombre que descubre que está viviendo en una realidad falsa que se televisa las veinticuatro horas del día en todo el mundo. Desde que Truman estaba en el vientre de su madre, todas las personas que le rodean han sido actores contratados. Cuando Truman descubre la verdad sobre su existencia, intenta encontrar una escapatoria de aquellos que lo han controlado durante toda su vida.
El concepto es anterior a esta película. El escritor Philip K. Dick ha escrito relatos cortos y, en especial, una novela, Tiempo desarticulado (Time Out of Joint), de 1959, en la que el protagonista vive en un mundo artificial en el que pagan a su «familia» y a sus «amigos» para mantener los delirios. Las novelas de ciencia ficción posteriores repiten este tema. Aunque ninguno de estos libros comparten los aspectos de reality show que tiene The Truman Show, sí comparten el concepto de un mundo artificial que otros crean alrededor de los aspectos personales de una persona.

## Delirios
Artículo principal: Delirio
Los delirios (creencias fijas y erróneas) son síntomas que, en caso de que no existan trastornos orgánicos, indican una enfermedad mental. El contenido de los delirios varía considerablemente (limitados por la imaginación de la persona que sufre los delirios), pero se han identificado algunos temas, como, por ejemplo, la persecución. Estos temas tienen una gran importancia diagnóstica, ya que apuntan a ciertos diagnósticos. Los trastornos delirantes de tipo persecutorio, por ejemplo, habitualmente están relacionados con la psicosis.

### Impacto cultural
El contenido de los delirios van unidos a las experiencias de una persona, y la cultura contemporánea parece desempeñar un papel importante en ello. Un estudio retrospectivo llevado a cabo en el 2008 mostró el modo en el que el contenido de los delirios ha ido evolucionando con el paso del tiempo, desde temas religiosos o mágicos, hasta temas políticos e incluso técnicos. Los autores han declarado que:
«los cambios sociopolíticos y el desarrollo científico y técnico han influido en el contenido delirante de la esquizofrenia».
El psiquiatra Joseph Weiner ha observado que:
« [...] en la década de 1940, los pacientes psicóticos habrían expresado delirios en los que sus cerebros estaban controlados por ondas electromagnéticas; ahora, los pacientes delirantes suelen quejarse por tener chips informáticos implantados en sus cuerpos».
El delirio de The Truman Show podría representar una evolución en el contenido de los trastornos delirantes de tipo persecutorio en respuesta a una cultura pop cambiante.
«Dado que los reality shows son tan visibles, esta es un área que el paciente puede incorporar fácilmente a su sistema de delirios. Tanto, que una persona podría creer que, de manera constante, la audiencia televisiva podría estarla grabando, vigilando y haciendo comentarios sobre ella».

## Casos registrados
Se han registrado más de 40 casos de personas que sufren el delirio de The Truman Show en EE. UU., Reino Unido y otros países. Joel Gold, psiquiatra del Bellevue Hospital Center de Nueva York y profesor clínico auxiliar de psiquiatría en la Universidad de Nueva York, y su hermano Ian, catedrático de investigación en Filosofía y Psiquiatría en la Universidad McGill de Montreal, son los investigadores principales de esta materia. Desde 2002 han dado con más de una docena de individuos, principalmente hombre blanco de entre 25 y 34 años, que sufren delirios. Han declarado que un paciente viajó a Nueva York tras el 11-S para asegurarse de que los ataques terroristas del año 2001 no eran un giro en la trama de su propio Show de Truman, mientras que otro fue hasta un edificio federal en el centro de Manhattan para refugiarse de su propio show. Otro paciente había trabajado como becario en un reality show y creía que las cámaras lo estaban grabando de manera secreta, incluso el día de las elecciones de 2004. Su grito según el cual, el que era presidente por aquel entonces, Bush, era un Judas, captó la atención de Bellevue y de los Gold.
Uno de los pacientes de los hermanos Gold, un veterano de guerra de clase media-alta que quería escalar la Estatua de la Libertad porque creería que, haciéndolo, podría librarse del «show», describió su condición de la siguiente manera:
«Me di cuenta de que era y soy el centro de atención de miles y miles de personas... Mi familia y todo aquel que conozco eran y son actores que siguen un guion, una farsa cuyo fin es hacerme el centro de atención de todo el mundo».
El hecho de que los hermanos Gold hayan elegido el nombre «Delirio de The Truman Show» tuvo que ver con el hecho de que tres de los cinco pacientes que Joe Gold trató por dicho síndrome relacionaba sus experiencias con la película.

### El síndrome de Truman
En el Reino Unido, Paolo Fusar-Poli, Oliver Howes, Lucia Valmaggia y Philip McGuire, psiquiatras del Instituto de Psiquiatría de Londres describieron en el British Journal of Psychiatry lo que ellos denominaban el «Síndrome de Truman»:
«[Una] creencia preocupante según la cual el mundo había cambiado la manera en la que creían otras personas, que se creían objeto de una película y de que estaban viviendo en un plató (un "mundo artificial"). Este conjunto de síntomas… es una dolencia común entre los individuos… que podrían estar en una fase prodrómica de esquizofrenia».
Los autores sugieren que la «explicación de Truman» es un resultado de la búsqueda de los pacientes del significado en la percepción que tienen de que un mundo normal ha cambiado de una manera un tanto significativa aunque inexplicable.

## Importancia médica
Los delirios de The Truman Show no están reconocidos oficialmente y no son parte del Manual diagnóstico y estadístico de los trastornos mentales. Los hermanos Gold no afirman que este sea un nuevo diagnóstico, pero hacen referencia a este como «una divergencia en los delirios de persecución y de grandeza conocidos».